# Edessa (Mesopotamia)
Edessa (in greco antico: Ἔδεσσα?, in latino Édessa) era un'antica città (polis) dell'Alta Mesopotamia, fondata in epoca ellenistica dal re Seleuco I Nicatore (305-281 a.C.), fondatore dell'Impero seleucide. In seguito divenne capitale del Regno di Osroene e continuò a essere capitale della provincia romana di Osroene. Nella tarda antichità, divenne un importante centro di apprendimento cristiano e sede della Scuola di Edessa. Durante le Crociate, fu capitale della Contea di Edessa.
La città era situata sulle rive del fiume Daysan (in latino: Scirtus; in turco Kara Koyun), un affluente del Khabur, ed era difesa dal castello di Şanlıurfa, l'alta cittadella centrale.
Dall'antica Edessa si è sviluppata la moderna Şanlıurfa (in curdo Riha‎; in arabo الرُّهَا‎?, ar-Ruhā; in armeno Ուռհա?, Urha), nella provincia di Şanlıurfa, in Turchia. I nomi moderni della città derivano probabilmente da Urhay o Orhay (siriaco classico: ܐܘܪܗܝ, ʾŪrhāy / ʾŌrhāy), nome siriaco del sito prima della rifondazione dell'insediamento da parte di Seleuco I Nicatore. Dopo la sconfitta dei Seleucidi contro i Parti, Edessa divenne capitale del Regno di Osroene, con una civiltà mista ellenistica e semitica. L'origine del nome stesso di Osroene è probabilmente legata a Orhay.

## Storia

### Antichità
Si ritiene che Urfa sia identica alla Urshu hurrita, menzionata intorno al 2000 a.C. nei testi cuneiformi sumeri, accadici e poi ittiti. Efrem il Siro conserva la leggenda secondo cui il re Nimrod avrebbe fondato la città. Secondo la tradizione islamica, la città fu anche il luogo di nascita di Abramo, che secondo la tradizione biblica nacque nella vicina Harran. Nel 1370 a.C. Urshu fu conquistata dagli Ittiti sotto Šuppiluliuma I. Dopo la fine dell'Impero ittita, Urshu appartenne a Karkemish.
La città fu conquistata da Alessandro Magno. Per ragioni di politica di potere, Seleuco I la rifondò con il nome macedone di Edessa. La data di fondazione è solitamente indicata nel 303 a.C.. La città aveva una rete stradale rettangolare con mura quadrate e porte orientate secondo le direzioni cardinali. La collina del castello era solo parzialmente all'interno delle mura cittadine.
Fu capitale della regione dell'Osroene, fu una provincia dello Stato dei Seleucidi. La Repubblica romana iniziò a esercitare un'influenza politica sul Regno di Osroene e sulla sua capitale Edessa a partire dal 69 a.C.. Il regno divenne una colonia romana nel 212 o 213, anche se continuarono a esserci re locali di Osroene fino al 243 o 248,  diventando così un regno autonomo che svolse la funzione di Stato-cuscinetto fra Roma e il regno persiano dei Parti. Sotto il regno di Antioco IV venne anche chiamata Antiochia Calliroe da parte degli esuli che vi si erano trasferiti da Antiochia. Fu annessa per la prima volta al termine delle campagne partiche di Traiano nel 114-117 ed ancora sotto Lucio Vero (nel 166) e Settimio Severo. Divenne colonia romana sotto Caracalla. Fu sede di importanti scontri tra Romani e Sasanidi nei secoli III-V secolo. Sappiamo che nel 249 Abgar Severo re di Edessa fu privato del suo regno dall'imperatore romano Filippo l'Arabo. Nel 260 nei suoi pressi fu combattuta una battaglia tra le armate romane e quelle sasanidi, al termine della quale l'imperatore romano Valeriano fu catturato dal "Re dei Re" Sapore I.

### Medioevo
Nel 503, durante la guerra romano-sasanide del 502-506, fu inutilmente assediata dall'esercito del sovrano sasanide Kavad I.
Nella tarda antichità, Edessa fu un'importante città sulla frontiera romano-persiana con l'Impero sasanide. Resistette all'attacco di Sapore I  nella sua terza invasione del territorio romano. La battaglia di Edessa del 260 vide Sapore sconfiggere l'imperatore romano Valeriano  e catturarlo vivo, un disastro senza precedenti per lo Stato romano. Il Laterculus Veronensis tardoantico nomina Edessa come capitale della provincia romana di Osroene. Il soldato romano e storico latino Ammiano Marcellino descrisse le formidabili fortificazioni della città e come nel 359 resistette con successo all'attacco di Sapore II.
La città fu un centro del pensiero teologico e filosofico greco e assiro (siriaco), ospitando la famosa Scuola di Edessa. Edessa rimase in mano ai Romani fino alla sua cattura da parte dei Persiani durante la Guerra romano-persiana del 602-628. Il controllo romano fu ripristinato dalle vittorie di Eraclio nella guerra romano-sasanide del 627 e del 628, ma la città fu nuovamente persa dai bizantini nel 638, a favore del Califfato Rashidun, durante la conquista musulmana del Levante. La città tornò sotto il controllo dei Romani solo quando l'Impero bizantino la recuperò temporaneamente a metà del X secolo dopo una serie di tentativi falliti.
Conquistata dagli Arabi all'epoca del secondo califfo 'Omar ibn al-Khattàb, Edessa perse la sua importanza in età califfale.
L'Impero bizantino ne riprese il controllo nel 1031, anche se non rimase a lungo sotto il suo dominio e cambiò di mano diverse volte prima della fine del secolo. La Contea di Edessa, uno degli Stati crociati istituiti dopo il successo della Prima Crociata, era incentrata sulla città, che i crociati avevano sottratto ai Selgiuchidi. 
Almeno dal VI secolo vi si conservava la sacra immagine acheropita, cioè "non fatta da mano umana", chiamata Mandylion, su cui era impresso un volto attribuito a Gesù: essa rimase a Edessa fino al 943, quando i Bizantini del domestikos Giovanni Curcuas Gurgen (nato verso il 900) la riscattarono in cambio di 200 prigionieri musulmani e la portarono a Costantinopoli.
Sottoposta a varie incursioni da parte degli Hamdanidi e delle truppe imperiali bizantine, Edessa fu possesso di ˁUtayr, capo dei Banu Numayr, fino al 1026, anno dopo il quale passò ai Marwanidi del Diyar Bakr.
Acquistata dal protospatario bizantino Giorgio Maniace per 20000 darischi, Edessa fu governata dai suoi successori e, dopo un alternarsi di personaggi minori, a ridosso della prima crociata, dal kuropalates armeno Teodoro (T‘oros), figlio di Hetʿum.
Questi volle adottare Baldovino delle Fiandre, fratello di Goffredo di Buglione, giunto da poco coi suoi guerrieri dopo essersi distaccato dal corpo principale di spedizione crociato.
Non è con certezza dimostrato che il complotto che rovesciò l'anziano Teodoro non fosse stato ispirato dall'ingrato Baldovino, ma il suo rapido subentrare alla guida di Edessa e del territorio che era sotto il suo controllo autorizza i più forti sospetti degli storici.
Edessa fu trasformata in contea e con Baldovino I, suo primo conte, costituì il primo degli Stati crociati.
La contea sopravvisse fino all'assedio di Edessa del 1144, durante il quale ʿImād al-Dīn Zengi, fondatore della dinastia zengide, conquistò la città e, secondo Matteo di Edessa, uccise molti Edesseni. La notizia della caduta di Edessa fu all'origine della Seconda crociata (1147-1150).
Le terre della dinastia turca degli Zengidi furono infine assorbite dall'Impero ottomano nel 1517, dopo la battaglia di Cialdiran del 1514.

## Galleria d'immagini

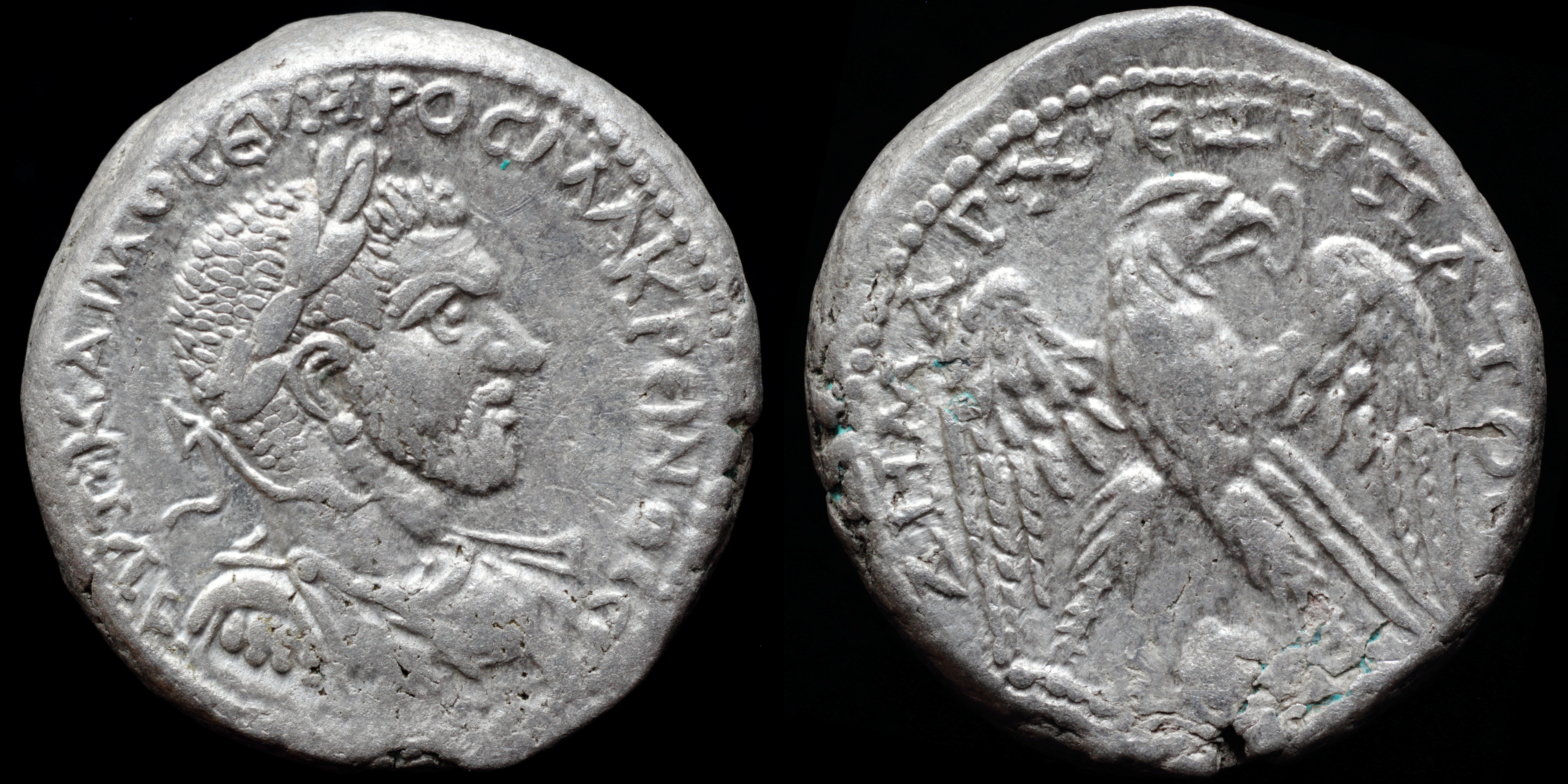
Tetradramma argenteo di Macrino, emesso ad Edessa.
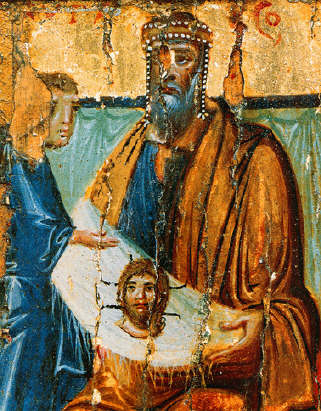
Re Abgar che mostra il Mandylion di Edessa.
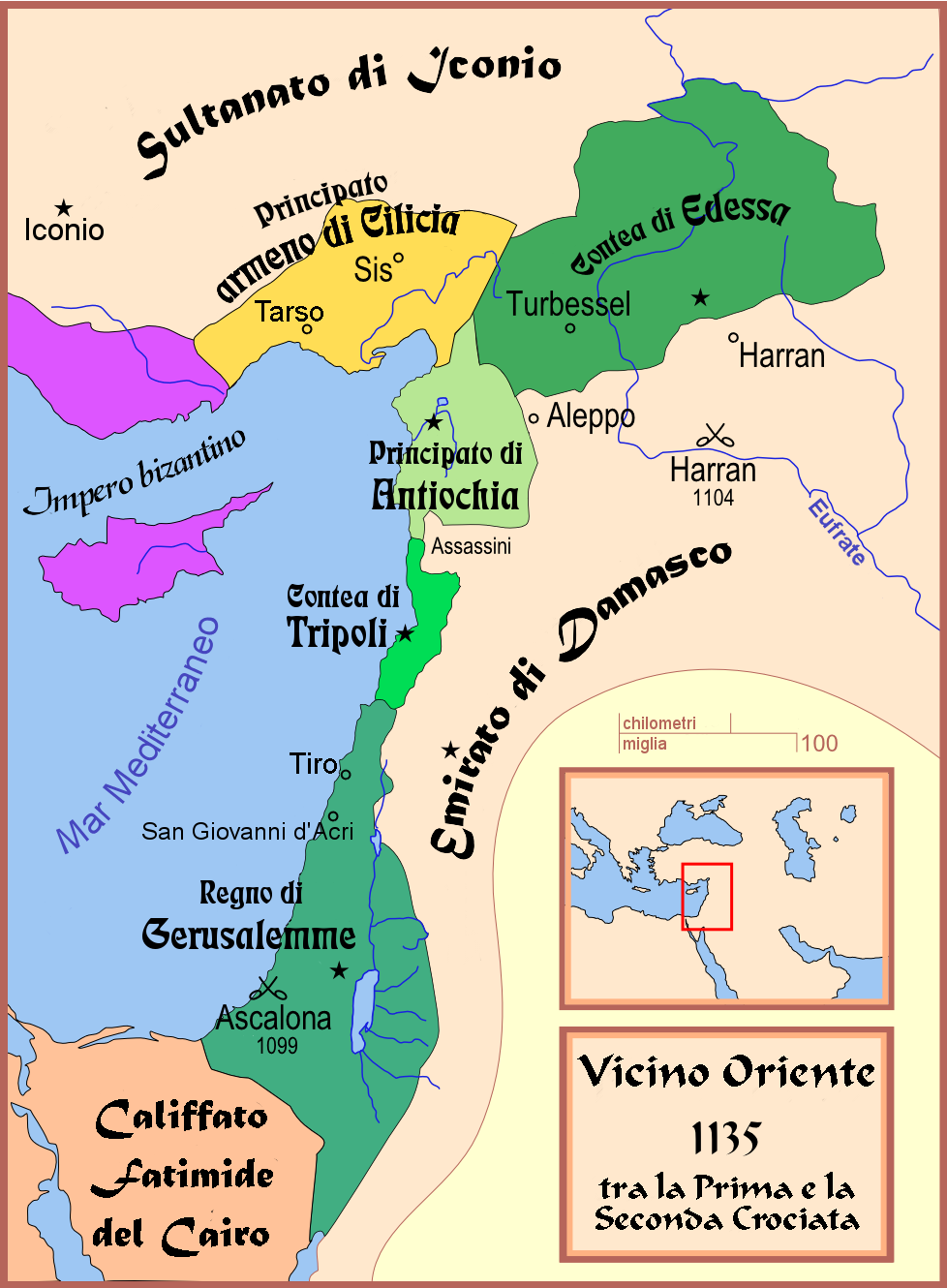
Carta politica degli Stati crociati nel 1135.
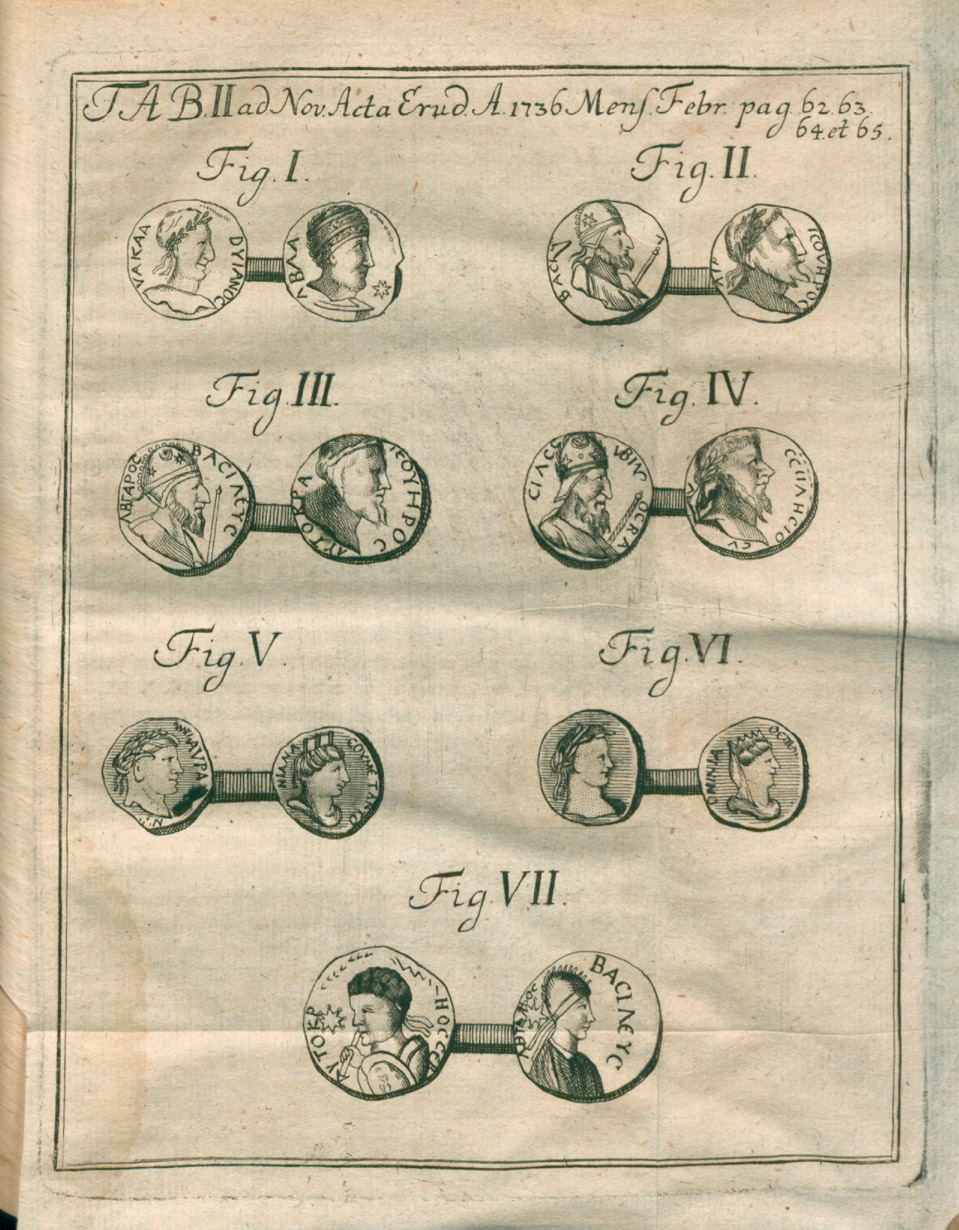
Tavola illustrativa dell'articolo intitolato Historia Osrhoena et Edessena ex numis illustrata di Theophilus Siegfried Bayer pubblicato nel volume degli Acta Eruditorum del 1736